# Pedro Martínez Aquino
Pedro Martínez Aquino (nacido el 29 de noviembre de 1968 en Villa Mella) es un ex lanzador zurdo dominicano que jugó en las Grandes Ligas de Béisbol. Fue un eficaz relevista para los Padres de San Diego en 1993 y 1994, pero después de haber sido parte del canje de 11 jugadores entre los Padres y los Astros de Houston al finalizar la temporada 1994 (en el que se encontraba su compatriota Andújar Cedeño), no fue igual de efectivo con los Astros en 1995. Pasó las siguientes dos temporadas con los Mets de Nueva York y con los Rojos de Cincinnati, lanzando una gran cantidad de juegos de Grandes Ligas, pero sin recuperar el éxito que tuvo con los Padres. Terminó su carrera con una efectividad de 3.97 en 142 entradas y un tercio.